# Lyndall Urwick

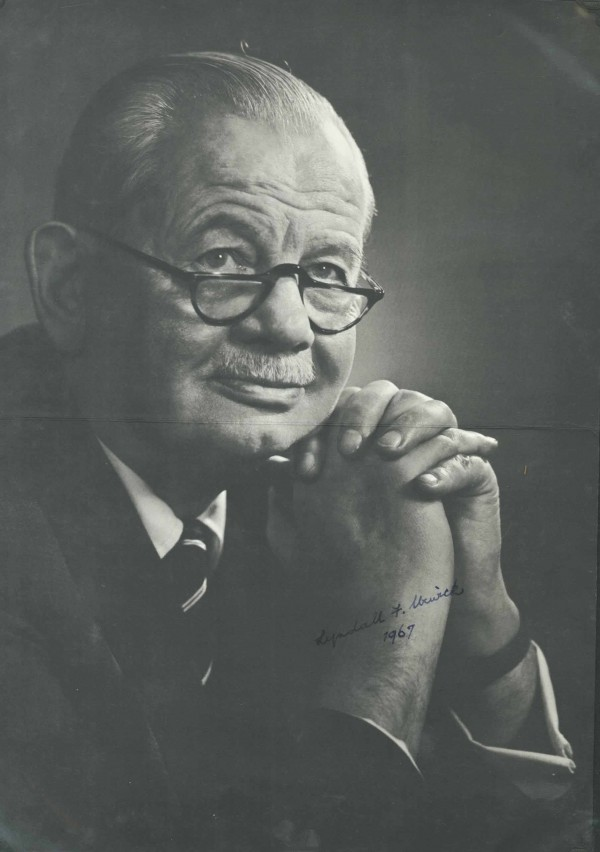
Lyndall Urwick

Lyndall Fownes Urwick, OBE (* 3. März 1891 in Malvern, Worcestershire; † 5. Dezember 1983 in Longueville, Sydney) war ein britischer Unternehmer, Wirtschaftswissenschaftler und Unternehmensberater.

## Biographie
Lyndall Fownes Urwick wurde als einziges Kind von Sir Henry Urwick und seiner Frau Annis Urwick (geb. Whitby) geboren. Er wurde zunächst in Malvern eingeschult und besuchte von 1900 bis 1905 das Internat Boxgrove School in Guildford. Von 1905 bis 1910 besuchte er die Repton School, von der er ein Stipendium für das New College an der University of Oxford erhielt. Er studierte dort Geschichte und schloss 1913 sein Studium mit einem „Second Class Degree“ in moderner Geschichte ab. Urwick gehörte in Oxford zum Mitgliederkreis des „Hanover Club“, eines von 1911 bis 1913 bestehenden deutsch-britischen Debattierclubs unter Führung von Albrecht Graf von Bernstorff, der das gegenseitige Verständnis fördern sollte. Im Anschluss an sein Studium trat er in das familieneigene Unternehmen „Fownes Brothers and Company“ (gegründet 1777) ein, in dem sein Vater Teilhaber war. Im August 1914 wurde er in das 3. Worcestershire Regiment als „Second Lieutenant“ eingezogen. Während des Ersten Weltkrieges wurde er ab 1914 in Mons, Le Cateau, Marne und Aisne eingesetzt. Ab 1916 diente er unter anderem in der Schlacht bei Arras und an der Somme-Front. 1917 erhielt er für seine Verdienste das Military Cross. 1918 wurde er im Rang eines Majors entlassen. Im Januar 1919 wurde ihm der „Order of the British Empire“ in der Stufe Officer verliehen.
Nach seiner Entlassung aus der Armee kehrte er in die elterliche Firma „Fownes Brothers“ zurück, in der er seit 1917 Teilhaber war. Unstimmigkeiten mit den anderen Teilhabern führten dazu, dass er Ende 1920 die Firma verließ. Nach einer Zeit der Umorientierung trat er im Frühjahr 1922 in die Firma „Benjamn Seebohm Rowntree“ ein. Er zog nach York und war verantwortlich für die Entwicklung einer Loseblatt-Sammlung zu Standardanweisungen bezüglich Geschäftsprozessen etc. Gegen Ende 1926 gründete er zusammen mit Seebohm und C. F. Merriam (Vorsitzender der British Sylonite) die Management Research Group, die Firmen zusammenbrachte, die an den neuen Entwicklung in Management und Organisation interessiert waren.
Im September 1928 zog Urwick nach Genf um und wurde Direktor des International Management Institute (IMI), ein Ableger der Internationalen Arbeitsorganisation (ILO). Er behielt diese Stelle, bis das Institut im Dezember 1933 seine Pforten schließen musste, da der (US-amerikanische) Twentieth Century Fund seine finanzielle Unterstützung einstellte.
Während des Zweiten Weltkriegs trat er der „Office Research Section“ des britischen Schatzamtes bei. Er leitete dort zwischen 1940 und 1942 das erste Spezialisten-Team.

## Bedeutung
Urwick war in der ersten Hälfte des 20. Jahrhunderts einer der einflussreichsten britischen und europäischen Managementdenker. Er gilt als einer der zentralen Verfechter der Scientific-Management-Bewegung. Urwick versuchte mehr als alle seiner Zeitgenossen (vielleicht mit Ausnahme von Henri Fayol), die Managementtheorie durch eine Reihe von Managementprinzipien aufzubauen, sei es für erwerbswirtschaftliche oder für Non-Profit-Organisationen.